# Syrisch
Het Syrisch (ܠܫܢܐ ܣܘܪܝܝܐ, Leshono Suryoyo), ook bekend als Neo-Aramees of Syrisch-Aramees is een dialect van het Aramees. Het dialect is in de eerste eeuw na Christus ontstaan uit een lokaal Aramees dat werd gesproken door Arameeërs in het oude Aramese koninkrijk Osroene, met als middelpunt de stad Edessa. Tijdens de vroegchristelijke periode werd het de belangrijkste literaire taal van de Arameeërs in de historische regio van het oude Syrië, Mesopotamië en in het hele Nabije Oosten. Als liturgische taal van het Syrische christendom kreeg het een prominente rol onder Arameeërs die zowel Oost-Syrische als West-Syrische rituelen gebruikten. Na de verspreiding van het Syrische christendom werd het ook een liturgische taal van oosterse christelijke gemeenschappen tot in India en China.
Klassiek Syrisch wordt geschreven in het Syrische alfabet, een afleiding van het Aramese alfabet. De taal is bewaard gebleven in een grote hoeveelheid Syrische literatuur, die ongeveer 90% van de bestaande Aramese literatuur omvat. Samen met het Grieks en het Latijns werd het Syrisch een van de drie belangrijkste talen van het vroege christendom. Al vanaf de eerste en tweede eeuw na Christus begonnen de Aramese inwoners van de regio Osroene het christendom te omarmen, en tegen de derde en vierde eeuw werd de lokale Edessaanse Aramese taal het voertuig van de specifieke christelijke cultuur die bekend werd als het Syrische christendom. Vanwege theologische verschillen liepen Syrisch/Aramese christenen in de 5e eeuw uiteen in de Syrisch-orthodoxe kerk die de West-Syrische ritus van Antiochië bleef volgen onder de Byzantijnse heerschappij en de Kerk van het Oosten die Nestorius ging volgen, zich afsplitste onder de Perzische heerschappij en de Oost-Syrische ritus werd.
Als liturgische taal van het Syrische christendom verspreidde de klassieke Syrische taal zich door Azië tot aan de Zuid-Indiase kust van Malabar en Oost-China en werd het communicatiemiddel en culturele verspreiding voor de latere Arabieren, en (om in mindere mate) de andere volkeren van de Parthische en Sassanische rijken. In de eerste plaats een christelijk uitdrukkingsmiddel, had het Syrisch een fundamentele culturele en literaire invloed op de ontwikkeling van het Arabisch, dat het grotendeels verving tijdens de latere middeleeuwen.
Het Syrisch is overigens niet de officiële taal van het huidige Syrië; daar spreekt men nu overwegend een dialect van het Arabisch.

## Geschiedenis
De voorloper van het Syrisch, net zoals alle andere hedendaagse Aramese dialecten is het Imperisch-Aramees of het Rijks-Aramees dat ooit de lingua franca was in het Midden-Oosten en de officiële taal van het Babylonische Rijk, Nieuw-Assyrische Rijk en het Achaemindische Rijk. Deze vorm van Aramees vloeide tot talrijke dialecten. De meest gesproken nakomeling is het Syrisch.
Het Syrisch ontstond als een ongeschreven gesproken dialect van het Aramees in Osroene. In 132 voor Chr. in Edessa, het huidige Şanlıurfa, werd het lokale dialect, het Syrisch er de officiële taal.
Het Syrisch kan onderverdeeld worden in drie perioden:
- Oud Syrisch (gesproken in Osroene).[6] Ontstaan in de 2e eeuw voor Chr.
- Klassiek Syrisch (Kthobonoyo genoemd in het West-Syrisch en lishana attiqa in het Oost-Syrisch, taal van het boek of literair Syrisch). Ontstaan in de 2e eeuw na Chr.[7] Splitste zich in de 5e eeuw na Chr. in:
  - West-Syrisch (liturgische taal van de Syrisch-Orthodoxe Kerk, Syrisch-Katholieke kerk en de Maronitische Kerk)
  - Oost-Syrisch (liturgische taal van de Assyrische Kerk en de Chaldeeuws-Katholieke Kerk)
- Modern Syrisch of Neo-Aramees representeert moderne Aramese talen (heden gesproken zijn de varianten Turoyo en Sureth). De naam Modern-Syrisch is misleidend omdat deze talen niet rechtstreeks uit het Syrisch Aramese dialect zijn ontstaan.[8]:15

In de zevende eeuw was het Syrisch al eeuwenlang de spreek- en cultuurtaal van het huidige Midden-Oosten. Het Syrischtalige gebied viel grotendeels samen met het oosten van het Byzantijnse Rijk, waar het Grieks de voertaal was. Het Syrisch heeft daarom veel Griekse leenwoorden. Grootste oorzaak van de verspreiding van het Syrisch, is dat het de taal werd van de Syrische Kerk. Vele Syrische christenen waren op missie in India en China, waardoor tussen de negende en veertiende eeuw de Kerk van het Oosten de grootste christelijke kerk op geografisch gebied was, met bisdommen strekkende vanuit de mediterrane landen tot aan het verre oosten. Daarmee verspreidde niet alleen het Syrisch christendom zich, maar ook de taal in de vorm van de Syrische literatuur.
De komst van de islam en de verspreiding ervan in het Midden-Oosten was goed voor de Syrische literatuur. De hellenisering van het Syrisch, die van de derde tot en met de zesde eeuw krachtig was geweest, werd een halt toegeroepen en een gouden tijdperk brak aan vanaf de negende eeuw. De vroegste christelijke literatuur waren Bijbelvertalingen zoals de Peshitta en de Diatessaron. De vierde eeuw wordt beschouwd als de gouden eeuw van de Syrische literatuur. De bekering van de Mongolen tot de islam was echter nadelig voor het Syrisch. Timoer Lenk (1336-1405), een Mongoolse krijgsheer, was een fanatieke moslim en besloot de lastige christelijke concurrent voorgoed uit te schakelen, waar het Syrisch ook onder heeft geleden. Op het einde van de 14e eeuw werd de uitbreiding alzo een halt toegeroepen. Dankzij de Syrische kerken in het Midden-Oosten, bleef het Syrisch echter een levende (liturgische) taal.

## Naam
In westerse landen wordt vaak de term ''Syrisch'' specifiek gebruikt om te verwijzen naar het Aramese dialect van Edessa. Tegelijkertijd wordt er met Syrisch zowel in het Aramees als in andere talen verwezen naar alle Aramese dialecten. In het Aramees wordt Urhoyo, Suryoyo, Oromoyo of Suryoyo-Oromoyo gebruikt om te verwijzen naar Syrische dialect (Edessaans Aramees). Ook wordt er verwijzen met kthobonoyo of leshana atiqa naar het Estrangelo schrift van Syrisch Aramees. De termen Syrisch en Aramees worden gebruikt en zowel de combinaties Syrisch Aramees, Syro-Aramees en Edessaans Aramees. Hiermee wordt naar de Aramese taal verwezen zowel als de regio van origin van dit dialect namelijk Edessa.

## Vormen

### Spreekvormen

#### Klassiek Syrisch
De oudste spreekvorm van het Syrisch is het 'Oudsyrisch', dat gesproken werd in het koninkrijk Osroene. Het 'Middelsyrisch' of het 'klassieke Syrisch' werd gesproken in Edessa en breidde zich uit tot de liturgische taal van de Syrischsprekende kerken. Deze vorm van het Syrisch heet in haar de taal het Kthobonoyo (ܟܬܒܢܝܐ Taal van het boek), aangezien deze vorm van de taal (met enkele uitzonderingen) alleen nog leeft in boeken. Deze boeken variëren van liturgische tot literaire boeken.
Het klassieke Syrisch gaat terug tot in de 2e eeuw na Chr. en kende een grote bloei van de 4e eeuw tot ca. de 8e eeuw na Chr. Dit kwam mede door Bijbelvertalingen zoals de Peshitta.
Toen het Syrische christendom zich na het Concilie van Efeze in 431 splitste in oost en west, splitste het klassieke Syrisch zich geleidelijk met haar mee. Men begon te spreken over het West-Syrisch en het Oost-Syrisch. Het verschil in uitspraak tussen oost en west, zit vooral in de o-klank (West-Syrisch) en in de a-klank (Oost-Syrisch). Een groot verschil in uitspraak zit er dus bijna niet. In het schrift wordt dit benadrukt door het plaatsen van verschillende klinkers voor de "o" en de "a".
Een voorbeeld: ‘ܣܽܘܪܝܳܝܳܐ’ (uitgesproken als Suryoyo) en ‘ܣܿܘܪܝܵܝܵܐ’ (uitgesproken als Suryaya).
Het klassieke West-Syrisch wordt in de eigen taal vaak aangehaald als Westelijk Syrisch (ܣܘܪܝܝܐ ܡܥܪܒܝܐ, Suryoyo Ma'erboyo), terwijl het Oost-Syrisch vaak bekendstaat als het (logischerwijs) Oostelijk Syrisch (ܣܘܪܝܝܐ ܡܕܢܚܝܐ, Suryoyo Madenhoyo).

#### Modern Syrisch/Neo-Aramees

Ontwikkeling van het Syrisch in het Midden-Oosten

Het modern Syrisch (of het Turoyo (ܛܘܪܝܐ) is de variant dat hedendaags gesproken wordt onder de Suryoye/Syriërs. De West-Syrische (moderne) variant wordt in de volksmond Turoyo (ܛܘܪܝܐ) genoemd, wat vertaald kan worden als de taal van de bergen of taal van Tur-'Abdin. Deze spreekvorm wordt voornamelijk, zo niet alleen, door West-Syriërs gesproken. Het gaat om ongeveer 400.000 sprekers.
Het Oost-Syrische (moderne) dialect wordt tegenwoordig nog gesproken door voornamelijk Oost-Syriërs. Het moderne Oost-Syrische dialect staat bekend als Sureth (ܣܘܪܝܬ)

### Schrijfvormen

#### Estrangelo

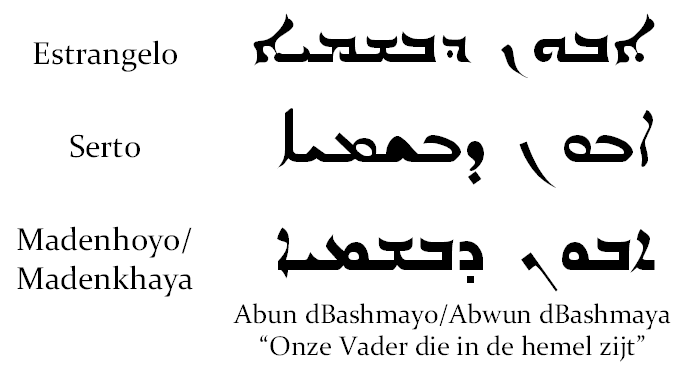
Een vergelijking tussen de drie Syrische schrijfvormen.

De oudste en klassieke schriftvorm is het Estrangelo (ܐܣܛܪܢܓܠܐ , een term afgeleid van het Griekse στρογγυλη of strongylē, dat afgerond betekent). De vroege versies van de Peshitta zijn volledig in het Estrangelo geschreven. Estrangelo wordt over het algemeen als schrijftaal niet meer geschreven. Vanaf de 10e eeuw kende de vorm wel een aantal bloeiperiodes. Tegenwoordig heeft het Estrangelo vooral een decoratieve functie in Syrische teksten. De schrijfvorm wordt dan vaak als koptekst of als boektitel gebruikt. Na de taalsplitsing in oost en west, kende het schrift eveneens een splitsing in een westelijke (Serto) en een oostelijke (madenkhaya) schrifttrant. Beide schriftvormen zijn afgeleid uit het Estrangelo.

#### Serto

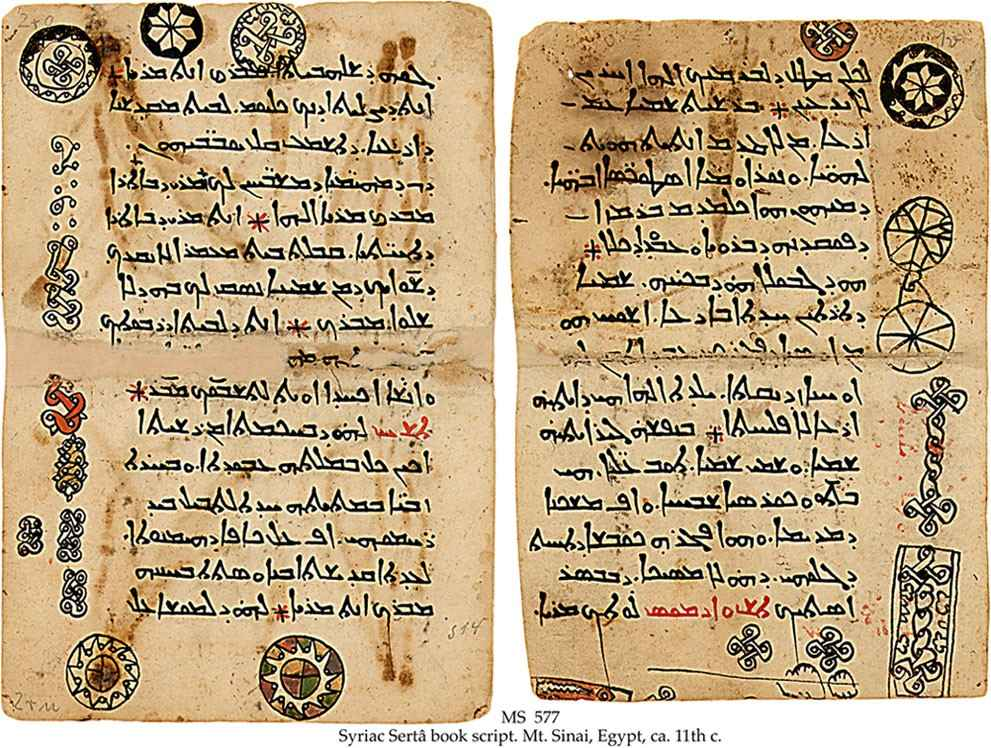
11e-eeuws manuscript in het West-Syrische Serto

Het Serto (ܣܪܛܐ, 'lijn') of het West-Syrisch wordt vooral gebruikt in de Syrisch-orthodoxe en Maronitische Kerk. Het staat daarom ook wel bekend als het Jakobitische en-/of Maronitische schrift. De meeste letters zijn duidelijk afgeleid van het Estrangelo, maar zijn duidelijk vloeiender. Het Serto kende zijn opbloei in de 8e eeuw. Het Nabatees alfabet (dat de basis vormde voor het Arabisch alfabet) was gebaseerd op deze vorm van het Syrisch schrift.

#### Madenhoyo/Madenkhaya
Het Madenhoyo, (ܡܕܢܚܝܐ, 'oostelijk', (of Madenkhaya in het Oost-Syrisch dialect), is de derde vorm van het Syrisch. De schrijfvorm wordt voornamelijk gebruikt door Oost-Syriërs en de Assyrische Kerk van het Oosten. De schrijfvorm staat soms bekend als het Madenhoyo of Nestoriaanse schrift, alhoewel deze benamingen strikt gezien incorrect zijn. Het Madenhoyo toont meer gelijkenissen met het Estrangelo in tegenstelling tot het Serto.

## Kenmerken

Boven: gevocaliseerd Serto, onder: ongevocaliseerd Serto

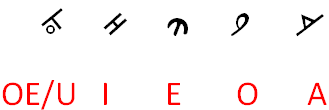
Klinkers afgeleid van het Grieks, (v.r.n.l.)

### Schrijfrichting
Het Syrisch wordt van rechts naar links geschreven. Voorbeeld: ‘ܠܒܐ’ - Lebo "Hart": letters lomad - beth - olaf;

### Klinkers
Het Syrisch kent vijf klinkers die afgezien van de diakritische tekens de volgende zijn: A, O, E, I en OE/U. Deze letters komen niet voor in het Syrisch alfabet en worden bij het West-Syrische schrift gebruikt door tekens boven de letters te plaatsen die zijn afgeleid uit het Grieks. Het Oost-Syrisch gebruikt daarentegen vaker puntjes die boven en/of onder de woorden worden geplaatst.

### Diakritische tekens
Het Syrisch maakt gebruik van verschillende diakritische tekens om letters een andere klank of uitspraak te geven. Deze tekens zijn in de vorm van punten die onder een letter worden geplaatst. Voorbeelden van deze diakritische tekens bij letters kunnen zijn:
| Letter                                   | Woord                 | Nieuwe letter                                          | Nieuw woord                 |
| ---------------------------------------- | --------------------- | ------------------------------------------------------ | --------------------------- |
| ܒ (beth- 'b' klank, als in boom)         | ܒܝܬܐ (beyto→huis)     | ܒ̣ (beth- 'w' klank, als in warm)                       | ܛܒ̣ܐ (towo→goed)             |
| ܓ (gomal- 'g' klank, als in 'Lady Gaga') | ܓܡܠܐ (gamlo→kameel)   | ܓ̣ (gomal- 'g' klank, als in de Franse 'r' van 'Paris') | ܦܠܝܓ̣ܐ (fligo→verdeeld)      |
| ܟ (kof- 'k' klank, als in koffie)        | ܟܗܢܐ (kohno→priester) | ܟ̣ (kof- 'g' klank, als in grond)                       | ܡܠܐܟ̣ܐ (malago→engel)        |
| ܦ (fe- 'f' klank, als in foto)           | ܦܝܠܐ (filo→olifant)   | ܦ̣ (fe- 'p' klank, als in 'patat')                      | ܦ̣ܘܪܛܘܓܠ (Portugal→Portugal) |
| ܬ (taw- 't' klank, als in tafel)         | ܬܪܥܐ (tar'o→deur)     | ܬ̣ (taw- 'th' klank, als in Engelse 'three')            | ܝܬ̣ܒ (yotheb→zitten)         |

### Hoofdletters
Het Syrisch kent geen hoofdletters, in tegenstelling tot het Latijnse schrift. Ook sommige andere schriften kennen geen hoofdletters, zoals het Arabisch, Georgisch en het Hebreeuws.